# Композиция с красным, синим и жёлтым
«Композиция с красным, синим и жёлтым» — картина голландского художника Пита Мондриана, одного из основоположников абстрактной живописи, написанная в 1930 году.
«Композиция с красным, синим и жёлтым» является произведением, созданным в рамках голландского движения «Де Стейл» (нидерл. «De Stijl», «Стиль»). Мондриан считается одним из выдающихся представителей этого движения и именно он поспособствовал популярности довольно абстрактного стиля. После переезда в Париж и учёбы во Франции художник хотел на некоторое время вернуться в Нидерланды, но из-за начала Первой мировой войны он остался там на несколько лет. За это время знакомства Мондриана с несколькими художниками и важными в его жизни фигурами привели к созданию «Де Стейл». Так, благодаря встрече с художником Бартом Ван дер Леком Мондриан узнал о концепции рисования плоских участков чистым цветом — ранее он работал с цветами, по его же словам, «импрессионистскими», что было слишком беспокойным и эмоциональным. Взамен Ван дер Лек перенял концепцию Мондриана о построении композиции на основе горизонтальных и вертикальных линий. Мондриан, Ван дер Лек и Тео ван Дусбург начали издавать журнал, получивший название «Де Стейл». Впоследствии к их коллективу присоединились другие художники и архитекторы.
Мондриан попытался определить направления творчества «Де Стейл» в своём художественном манифесте «Неопластицизм в живописи» (1917). Основой творчества должна быть передача сути самой жизни через абстракцию, превосходство универсального над частным, универсальные средства творческого выражения — прямые линии и чистые основные цвета. «Композиция с красным, синим и жёлтым» полностью отражает эти принципы Мондриана. Контрастные горизонтальные и вертикальные линии, использование основных цветов — красного, синего, жёлтого, чёрного и белого. Композицию образуют чёрные линии разной толщины. В правом верхнем углу находится большой красный квадрат, в нижних углах — небольшие прямоугольники жёлтого и синего цвета. Чёрные линии ограничивают только две стороны цветных областей, оставшиеся две границы будто бы находятся за пределами холста. Цветные участки взаимодействуют друг с другом: большой красный квадрат не подавляет жёлтый и синий прямоугольники, все три цветных участка балансируют композицию. При этом художник оставил на холсте едва заметные мазки кисти. Изображение внутренней реальности (сущности жизни), гармонии передаётся через взаимодействие контрастных геометрических элементов картины. При этом сам Мондриан даже не считал эту работу своим успехом, назвав её «статичной».